# Ophrys lutea
- Commons
- Wikispecies

Ophrys lutea é uma espécie de plantas terrestres européias pertencentes à família das orquídeas (Orchidaceae) as quais crescem sob sol pleno ou em locais secos de solo calcário, pastos e bosques ralos. Florescem de março a maio no Hemisfério norte. Apresentam sépalas laterais assimétricas, sépala dorsal tombada sobre a coluna, e pétalas amarelas com ou sem máculas aveludadas azuladas ou marrons. Distribuem-se por ampla área ao longo do Mediterrâneo e regiões atlânticas do sul da Europa. Sua ampla dispersão deu origem a muitas variações morfológicas, hoje consideradas sinônimos de alguma des três subsepécies aceitas.

## Subespécies

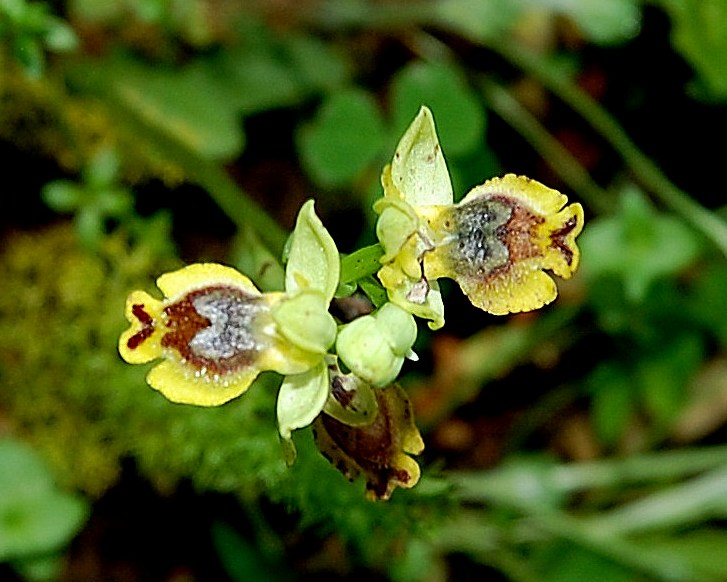
Ophrys lutea subsp. murbeckii

Hoje são aceitas três subspécies, abaixo a lista com sinônimos:
1. Ophrys lutea subsp. galilaea (H.Fleischm. & Bornm.) Soó, Notizbl. Bot. Gart. Berlin-Dahlem 9: 906 (1926).
  - Ophrys galilaea
  - Ophrys minor subsp. galilaea
  - Ophrys sicula subsp. galilaea
  - Ophrys minor
  - Ophrys sicula
  - Arachnites lutea var. minor
  - Ophrys fusca var. subfusca
  - Ophrys lutea var. subfusca
  - Ophrys lutea var. sicula
  - Ophrys migoutiana
  - Ophrys lutea var. minor
  - Ophrys lutea subsp. subfusca
  - Ophrys subfusca
  - Ophrys fenarolii
  - Ophrys lutea subsp. minor
  - Ophrys subfusca subsp. fenarolii
  - Ophrys × gauthieri nothosubsp. fenarolii
  - Ophrys lutea subsp. sicula
  - Ophrys archimedea
  - Ophrys aspea
  - Ophrys numida
  - Ophrys fusca subsp. flammeola
  - Ophrys fusca subsp. migoutiana
  - Ophrys lutea subsp. archimedea
  - Ophrys lutea subsp. numida
  - Ophrys subfusca subsp. archimedea
  - Ophrys subfusca subsp. aspea
  - Ophrys subfusca subsp. numida
2. Ophrys lutea subsp. lutea.
  - Ophrys insectifera var. lutea
  - Arachnites lutea
  - Ophrys insectifera var. glaberrima
  - Ophrys vespifera
  - Ophrys glabra
  - Ophrys pseudospeculum
  - Ophrys corsica
  - Ophrys speculum
  - Ophrys aranifera var. pseudospeculum 
  - Ophrys aranifera subsp. pseudospeculum
  - Ophrys sphegodes subsp. pseudospeculum
  - Ophrys phryganae
  - Ophrys lutea subsp. pseudospeculum
  - Ophrys corsica
  - Ophrys lutea subsp. laurensis
3. Ophrys lutea subsp. melena Renz, Repert. Spec. Nov. Regni Veg. 25: 264 (1928).
  - Ophrys galilaea subsp. melena
  - Ophrys melena